# Acomys airensis
Acomys airensis is een knaagdier uit het geslacht der stekelmuizen (Acomys) dat voorkomt van Zuid-Mauritanië via Mali en Niger tot Tsjaad. Deze soort behoort tot het ondergeslacht Acomys en is daarbinnen verwant aan de Egyptische stekelmuis (A. cahirinus). Net als veel andere stekelmuizen is A. airensis vroeger in de Egyptische stekelmuis geplaatst, maar zowel karyotypische als genetische als morfologische kenmerken ondersteunen een status als aparte soort. Het karyotype bedraagt 2n=40 tot 46; de meest algemene variant is 2n=40, FNa=66. A. airensis wordt in rotsachtige gebieden gevangen, maar is ook in tuinen, hutten en graanopslagplaatsen gevonden.